# Берегова лінія Південної Америки
Берегова лінія Південної Америки формувалась через тектонічні рухи літосферних плит, зміни рівня Світового океану, дії припливів та абразійних процесів. Довжина берегової лінії материка дорівнює 26 000 км. Береги Південної Америки слабо порізані, лише на південно-західному узбережжі є вузькі затоки — фіорди, а на східному — затоки в гирлах річок.

## Моря
Південну Америку з заходу омивають води Тихого океану, зі сходу й півночі — Атлантичного. На півночі материк омиває єдине море — Карибське.

## Затоки
Затоки Південної Америки мають не великі площі та малу глибину.
|   | Назва         | Площа, км2 | Найбільша глибина, м | До басейну якого океану належить |
| - | ------------- | ---------- | -------------------- | -------------------------------- |
| 1 | Венесуельська | 17 840     | 71                   | Атлантичний                      |
| 2 | Ла-Плата      | 35 000     | 25                   | Атлантичний                      |
| 3 | Сан-Матіас    | 19 000     | 180-200              | Атлантичний                      |
| 4 | Сан-Хорхе     | 36 000     | 101                  | Атлантичний                      |
| 5 | Гуаякіль      | 12 000     | 183                  | Тихий                            |

На південно-західному узбережжі материку розташована велика кількість фіордів.

## Півострови
Півострів Гуахіра розташовано на півночі Південної Америки. Він омивається водами Карибського моря та Венесуельської затоки. Площа Гуахіра— 12 тис. км². 
На південно-західному узбережжі материка вдається в Тихий океан півострів Тайтао, площею 756 102 км2 .

## Острови
Біля берегів Північної Америки є численні острови материкового, вулканічного та коралового походження. На півночі материку розташовані Малі Антильські острови. На півдні біля материку розташовано архіпелаг Вогняна Земля, загальної площі 73 753 км². На північний-схід від нього, поблизу південно-східних берегів Південної Америки розташовано ще один архіпелаг — Фолклендські Острови, загальна площа якого 12 173 км².  У Тихому океані за 965 кілометрів на захід по екватору від узбережжя материка розташований архіпелаг Галапагоські острови, площею 7882 км². На південно-західному узбережжі материка розташована велика кількість островів. Найбільший з них Чилое, площа якого 8394 км².

## Протоки
Від Антарктиди материк Південна Америка відділяє протока Дрейка (яка є найширшою у світі). Від континенту острови Вогняна Земля відокремлює Магелланова протока.
Південна Америка сполучається з Північною Америкою лише вузьким Панамським перешийком, через який на початку XX століття прорили Панамський канал. 